# Життя навпіл (мультфільм)
Життя навпіл — мальований анімаційний фільм 1965 року Творчого об'єднання художньої мультиплікації студії Київнаукфільм. Режисер — Іполит Лазарчук. Мультфільм озвучено російською мовою.

## Сюжет
Молоде подружжя, посварившись через дурницю, ділить майно навпіл. Часом - навіть буквально...
Дружина дорікнула чоловіку, що він не допомогає їй у побутовій роботі. Вона ходить по магазинах, готує, прибирає, миє посуд. Він закрився від дорікань дружини газетою. Тоді конфлікт виходить на новий рівень, подружжя вирішує розлучитися і поділити речі навпіл. При цьому вони ділять речі реально - навпіл стіл, стул, тахту, телевізор, вазу і фотографію зі свого весілля. Ввечорі вони обидва дивляться свої "півтелевізора". По телевізору показують оперу Запорожець за Дунаєм 1953 року - в мультфільмі викоритовують реальні кадри фільму. Вона на своїй половині бачить Одарку, він на своїй - як на дорікання Одарки виправдовується Карась. 
Приходить ніч. Дружина спить на своїй половіні тахти. Чоловік ходить по темному екрану. Потім починає сперечатися сам з собою, тому з'являються його копії. Він бореться з ними і знищує в собі все погане. 
На ранок знаходить в собі сили вибачитися, подружжя міриться, речі збираються до купи, навіть поділена ваза.

## Дивись також
- Фільмографія ТО художньої мультиплікації студії "Київнаукфільм"